# 비공유결합성 상호작용
비공유결합성 상호작용(非共有結合性 相互作用, 영어: non-covalent interaction)은 전자를 공유하지 않는다는 점에서 공유결합과는 다르며, 오히려 분자들 사이 또는 분자 내에서 전자기적 상호작용의 보다 분산된 변형을 포함한다. 비공유결합성 상호작용의 형성으로 인해 방출되는 화학 에너지는 일반적으로 1~5 kcal/mol (6.02 × 1023개의 분자당 1000~5000 칼로리)정도이다. 비공유결합성 상호작용은 정전기, π-상호작용, 반데르발스 힘, 소수성 상호작용과 같은 다양한 범주로 분류될 수 있다.

## 같이 보기
- 소수성 상호작용
- 전자기적 상호작용